# Étoile de Bessèges 2012
La 42e édition de la course cycliste par étapes Étoile de Bessèges a eu lieu du 1er au 5 février 2012. La course fait partie de l'UCI Europe Tour 2012, en catégorie 2.1. L'épreuve est marquée par des conditions météorologiques extrêmes (froid, vent, neige) qui conduisent les organisateurs à raccourcir trois étapes.

## Les équipes engagées
Classé en catégorie 2.1 de l'UCI Europe Tour, l'Étoile de Bessèges est par conséquent ouverte aux UCI ProTeams dans la limite de 50 % des équipes participantes, aux équipes continentales professionnelles, aux équipes continentales et à des équipes nationales.
| N.    | Code | Équipe                       |
| ----- | ---- | ---------------------------- |
| 1-8   | ALM  | AG2R La Mondiale             |
| 11-18 | VCD  | Vacansoleil-DCM              |
| 21-28 | COF  | Cofidis Le Crédit en Ligne   |
| 31-38 | PRO  | Project 1t4i                 |
| 41-48 | EUC  | Europcar                     |
| 51-58 | LAN  | Landbouwkrediet-Euphony      |
| 61-68 | FDJ  | FDJ-BigMat                   |
| 71-78 | AUB  | Auber 93                     |
| 81-88 | TSV  | Topsport Vlaanderen-Mercator |

| N.      | Code | Équipe                        |
| ------- | ---- | ----------------------------- |
| 91-98   | BSC  | Bretagne-Schuller             |
| 101-108 | TT1  | Type 1-Sanofi                 |
| 111-118 | SAU  | Saur-Sojasun                  |
| 121-128 | ACC  | Accent Jobs-Willems Veranda's |
| 131-138 | RLM  | Roubaix Lille Métropole       |
| 141-148 | LPM  | La Pomme Marseille            |
| 151-158 | SKT  | An Post-Sean Kelly            |
| 161-168 | VRU  | Véranda Rideau-Super U        |

## Classements des étapes
| Étape      | Date        | Villes étapes                              | km                                                              | Vainqueur d’étape | Leader du classement général | Non-partants | Abandons | Hors-délais |
| ---------- | ----------- | ------------------------------------------ | --------------------------------------------------------------- | ----------------- | ---------------------------- | ------------ | -------- | ----------- |
| 1re étape  | 1er février | Beaucaire - Bellegarde                     | 148,5                                                           | Nacer Bouhanni    | Nacer Bouhanni               | 0            | 0        | 0           |
| 2e étape   | 2 février   | Nîmes - Saint-Ambroix                      | 149,1 (réduite à 58 km à cause des conditions météorologiques)  | Marcel Kittel     | Marcel Kittel                | 3            | 0        | 0           |
| 3e étape   | 3 février   | Bessèges - Bessèges                        | 152,6                                                           | Pierre Rolland    | Pierre Rolland               | 3            | 5        | 0           |
| 4e étape   | 4 février   | Saint-Geniès-de-Comolas - Bagnols-sur-Cèze | 150 (réduite à 66 km à cause des conditions météorologiques)    | Marco Marcato     | Pierre Rolland               | 1            | 4        | 39          |
| 5e étape a | 5 février   | Alès - Alès                                | 82,4 (réduite à 71,1 km à cause des conditions météorologiques) | Stéphane Poulhiès | Pierre Rolland               | 0            | 4        | 0           |
| 5e étape b | 5 février   | Alès - Alès                                | 9,7                                                             | Jérôme Coppel     | Jérôme Coppel                | 2            | 0        | 0           |

## Classement général

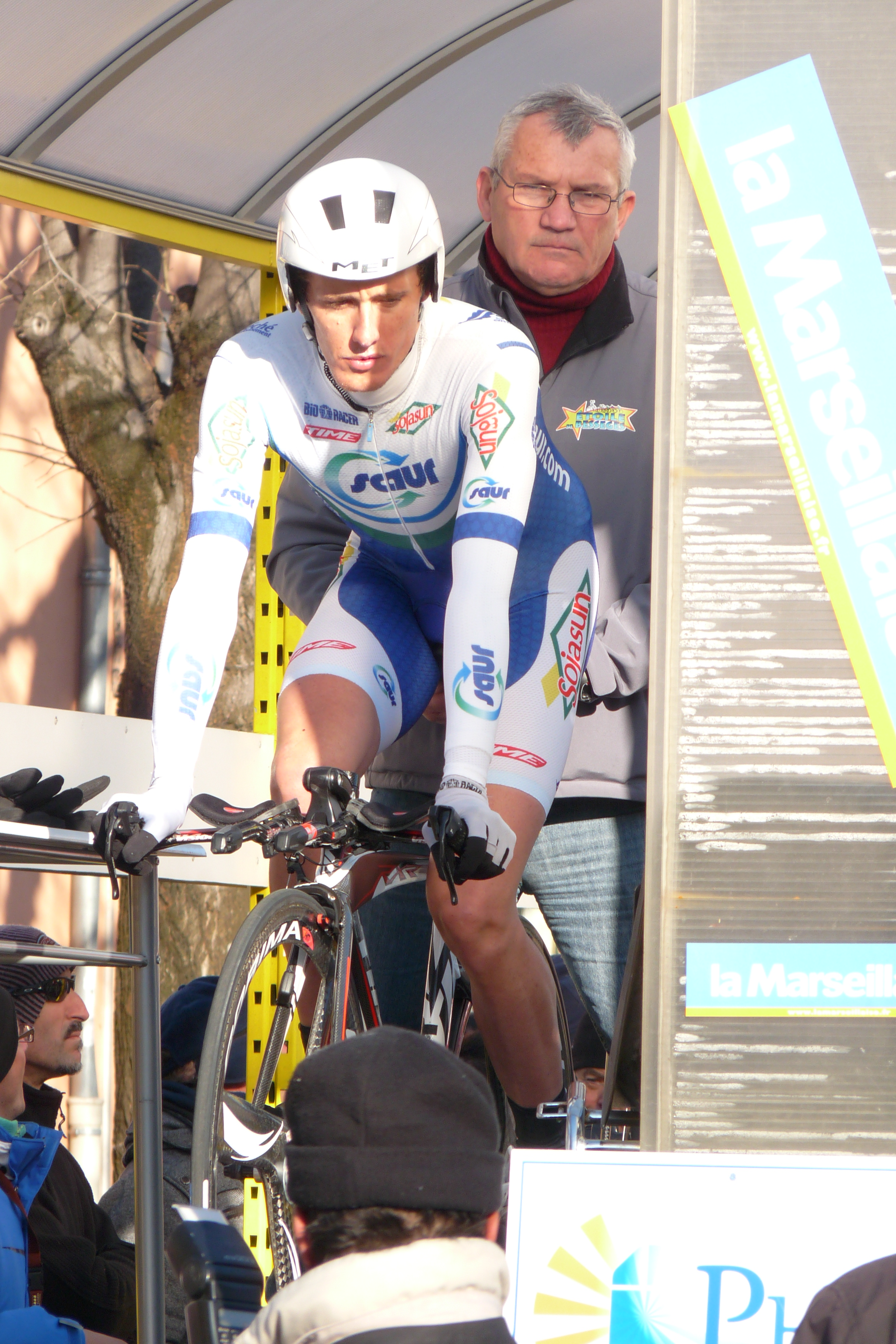
Jérôme Coppel au départ de la 5eb étape.

|    | Cycliste            | Équipe                     |    | Temps           |
| -- | ------------------- | -------------------------- | -- | --------------- |
| 1  | Jérôme Coppel       | Saur-Sojasun               | en | 12 h 40 min 8 s |
| 2  | Franck Vermeulen    | Véranda Rideau-Super U     | +  | 25 s            |
| 3  | Rein Taaramäe       | Cofidis Le Crédit en Ligne |    | 26 s            |
| 4  | Pierre Rolland      | Europcar                   |    | 28 s            |
| 5  | Maxime Bouet        | AG2R La Mondiale           |    | 32 s            |
| 6  | Frederik Veuchelen  | Vacansoleil-DCM            |    | 33 s            |
| 7  | Pierrick Fédrigo    | FDJ-BigMat                 |    | 37 s            |
| 8  | Jonathan Hivert     | Saur-Sojasun               |    | 37 s            |
| 9  | Pierre-Luc Périchon | La Pomme Marseille         |    | 46 s            |
| 10 | Julien Antomarchi   | Type 1-Sanofi              |    | 48 s            |

## Évolutions des classements
| Étape (Vainqueur)      | Classement général Maillot corail | Classement par points Maillot jaune | Classement des jeunes Maillot blanc | Classement de la montagne Maillot bleu | Classement par équipes        |
| ---------------------- | --------------------------------- | ----------------------------------- | ----------------------------------- | -------------------------------------- | ----------------------------- |
| 1 (Nacer Bouhanni)     | Nacer Bouhanni                    | Nacer Bouhanni                      | Nacer Bouhanni                      | Bert-Jan Lindeman                      | Accent Jobs-Willems Veranda's |
| 2 (Marcel Kittel)      | Marcel Kittel                     | Marcel Kittel                       | Nacer Bouhanni                      | Bert-Jan Lindeman                      | Topsport Vlaanderen-Mercator  |
| 3 (Pierre Rolland )    | Pierre Rolland                    | Nacer Bouhanni                      | Nacer Bouhanni                      | Bert-Jan Lindeman                      | Europcar                      |
| 4 (Marco Marcato)      | Pierre Rolland                    | Kris Boeckmans                      | Gijs Van Hoecke                     | Bert-Jan Lindeman                      | Europcar                      |
| 5a (Stéphane Poulhiès) | Pierre Rolland                    | Bobbie Traksel                      | Gijs Van Hoecke                     | Bert-Jan Lindeman                      | Europcar                      |
| 5b (Jérôme Coppel)     | Jérôme Coppel                     | Bobbie Traksel                      | Anthony Delaplace                   | Bert-Jan Lindeman                      | Saur-Sojasun                  |
| Classement final       | Jérôme Coppel                     | Bobbie Traksel                      | Anthony Delaplace                   | Bert-Jan Lindeman                      | Saur-Sojasun                  |